# Wojciech Rojowski

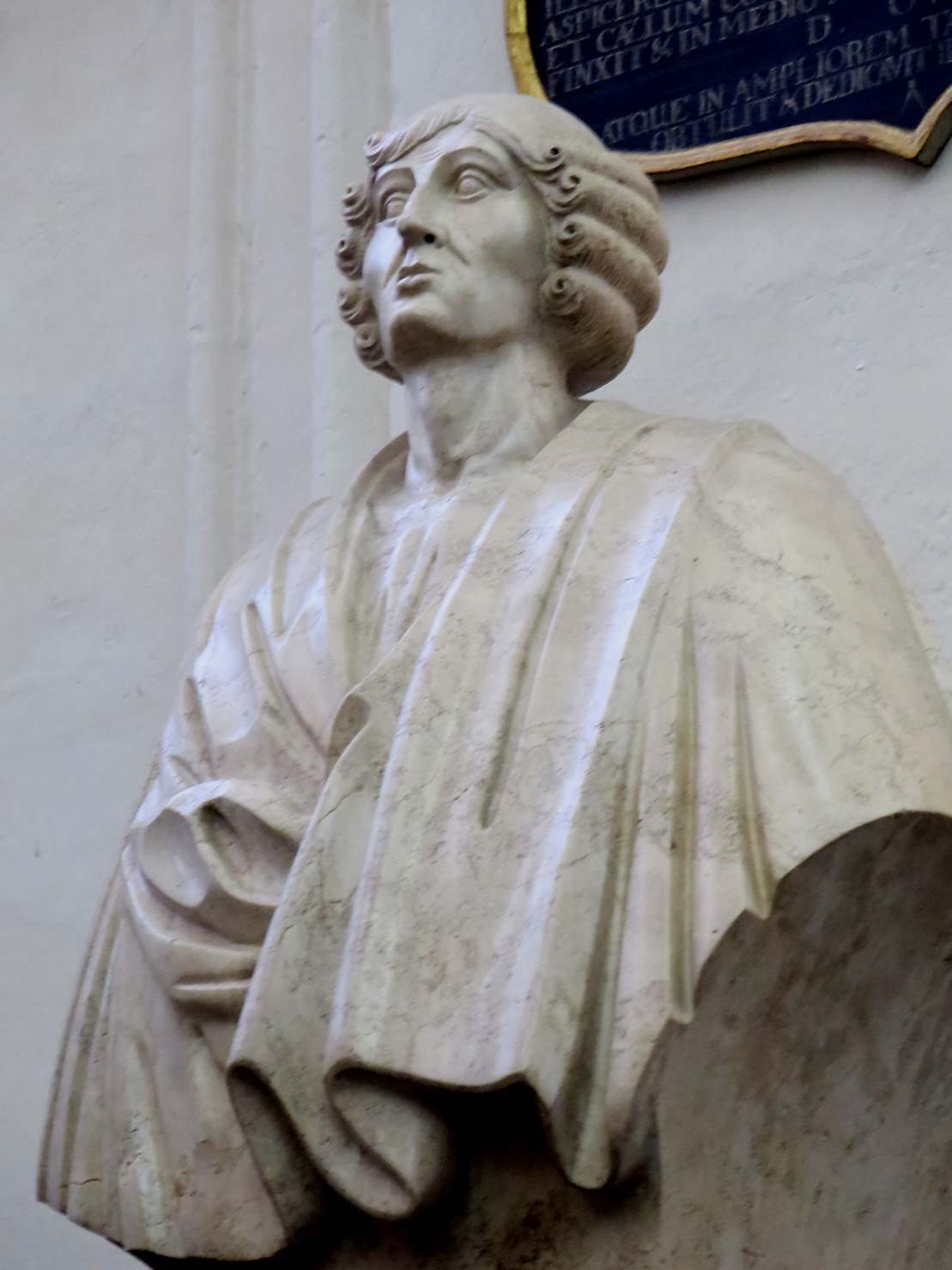
Popiersie Mikołaja Kopernika z 1766r. w katedrze św. Jana Chrzciciela i św. Jana Ewangelisty w Toruniu

Wojciech Rojowski (zm. po 1778) – polski rzeźbiarz i snycerz rokokowy, działający w Krakowie.
Informacje dotyczące życia Rojowskiego są skąpe. Prawdopodobnie miał w Krakowie warsztat. Wykonywał przede wszystkim prace rzeźbiarskie i dekoratorskie wnętrz kościołów krakowskich. Pracował w stiuku i drewnie. Jego prace charakteryzują się m.in. bogactwem dekoracji. 
W 1750 wykonał dekorację stiukową do ołtarza św. Jana Nepomucena w kościele paulinów Na Skałce, w kolejnych latach wykonywał tam dalsze prace. W latach 1758–1766 pracował przy dekoracji wnętrza kościoła Bernardynów. Ponadto uczestniczył w pracach m.in. w kościele karmelitów Na Piasku w Krakowie, kościele kamedułów na Bielanach pod Krakowem, kościele paulinów na Jasnej Górze, kościele bożogrobców w Miechowie, kościele św. Mikołaja w Sławkowie. Dekorował kaplicę biskupa Andrzeja Stanisława Załuskiego w katedrze wawelskiej, m.in. wyrzeźbił posąg biskupa. Był twórcą pomnika Kopernika (1766), zamówionego dla ratusza toruńskiego (obecnie w kościele św. Jana w Toruniu).
Być może był spokrewniony z Janem Rojowskim, twórcą dekoracji stiukowych w kościele Na Skałce.